# Cornelia Dörries
Cornelia Dörries (* 29. September 1969; †  26. Februar 2025 in Berlin) war eine deutsche Journalistin, Autorin und Übersetzerin.
Sie studierte Soziologie in Berlin und Manchester. Als freie Journalistin publizierte sie vorrangig im Bereich Stadtentwicklung, Stadtgeschichte, Architektur und Innenarchitektur. Cornelia Dörries war Redakteurin beim Deutschen Architektenblatt.

## Publikationen (Auswahl)
- Der Hamburger Bahnhof. Berlin-Edition, Berlin 2000, ISBN 3-8148-0028-1.
- Interior Design / Neue deutsche Innenarchitektur. DOM Publishers, Berlin 2006, ISBN 978-3-938666-04-3.
- Französische Interieurs / French interiors. DOM Publishers, Berlin 2008, ISBN 978-3-938666-31-9.
- Anywhere’s a playground: Schleich, hrsg. von Paul Kraut, Erich Schefold. DOM Publishers, Berlin 2010, ISBN 978-3-86922-968-3.
- Kaufen : eine kleine Kulturgeschichte des modernen Einzelhandels in Deutschland, Hrsg.: Handelsverband Deutschland - HDE e.V.; Idee, Konzeption und Redaktion: Cornelia Dörries. Callwey, München 2019, ISBN 978-3-7667-2413-7.

### Reihe - Jahrbuch der Ladenbau-Branche
- Store Book 2016. Hrsg.: dlv - Netzwerk Ladenbau e.V. (Deutscher Ladenbau-Verband). Callwey, München 2016, ISBN 978-3-76672-214-0.
- Store Book 2017. Hrsg.: dlv - Netzwerk Ladenbau e.V. (Deutscher Ladenbau-Verband). Callwey, München 2017, ISBN 978-3-76672-258-4.
- Store Book 2018. Hrsg.: dlv - Netzwerk Ladenbau e.V. (Deutscher Ladenbau-Verband). Callwey, München 2018, ISBN 978-3-76672-347-5.
- Store Book 2019. Hrsg.: dlv - Netzwerk Ladenbau e.V. (Deutscher Ladenbau-Verband). Callwey, München 2019, ISBN 978-3-76672-412-0.
- Store Book 2020. Hrsg.: dlv - Netzwerk Ladenbau e.V. (Deutscher Ladenbau-Verband). Callwey, München 2020, ISBN 978-3-76672-462-5.
- Store Book 2022. Hrsg.: dlv - Netzwerk Ladenbau e.V. (Deutscher Ladenbau-Verband). Callwey, München 2022, ISBN 978-3-98230-361-1.

### Übersetzung
- Deyan Sudjic: Norman Foster: Entwürfe eines Lebens. DOM Publ., Berlin 2012, ISBN 978-3-86922-031-4.